# Жиро-Кабанту, Ив
Ив Жиро́-Кабанту́ (фр. Yves Giraud-Cabantous, 8 октября 1904 — 30 марта 1973) — французский автогонщик.
Участвовал в гонках гран-при в 1947—1949 годах.

## «Формула-1»
Дебютировал в гонках чемпионата мира в 1950 году в команде Automobiles Talbot-Darracq SA. На гран-при Великобритании добился лучшего за всю карьеру результата, финишировав четвёртым. До конца сезона очков больше не набрал (2 схода, 8-е место на гран-при Франции и непройденная квалификация в Монако). Кроме этого, ещё раз ему удалось набрать очки на следующий год в Бельгии, где он финишировал 5-м, выступая на частном Talbot-Lago T26C. Также в сезоне у него было 3 схода и 2 финиша за пределами очковой зоны (7-е место на гран-при Франции и 8-е на гран-при Италии). В 1952 году провел домашний гран-при за команду HW Motors (10-е место), а в 1953 кроме гран-при Франции (14-е место) проехал гран-при Италии (15-е место), что стало его последней гонкой «Формулы-1».
Умер в 1973 году в Париже.
| Легенда к таблице |                                                                    |
| --- | ------------------------------------------------------------------ |
| В таблице перечислены результаты всех Гран-при Формулы-1, в которых принимал участие гонщик. Строками таблицы являются сезоны, столбцами — этапы чемпионата мира. В каждой клетке указаны сокращённое название этапа и результат, дополнительно обозначенный цветом. Расшифровка обозначений и цветов представлена в нижеследующей таблице. |                                                                    |
| \| Пример \| Описание \| \| ------------ \| ------------------------------------------------------------------ \| \| 1 \| Победитель \| \| 2 \| Второе место \| \| 3 \| Третье место \| \| 5 \| Финишировал, заработав очки \| \| Сход \| Не финишировал, но при этом заработал очки \| \| 12 \| Финишировал, не получив очков \| \| НКЛ \| Финишировал, но не попал в финальную классификацию \| \| 15 \| Участвовал вне зачёта, либо по отдельной классификации \| \| 18 \| Не финишировал, но попал в финальную классификацию \| \| Сход \| Не финишировал \| \| НКВ \| Не прошёл квалификацию \| \| НПКВ \| Не прошёл предквалификацию \| \| ДСК \| Дисквалифицирован \| \| ИСК \| Исключён из протокола соревнований \| \| ТТ \| Заявлен для участия только в тренировках \| \| НС \| Участвовал в квалификации, но не стартовал в гонке \| \| Т \| Травмирован или болен \| \| ОТК \| Отказ от участия \| \| НТР \| Прибыл на соревнования, но на трассу не выезжал \| \| НПР \| Был заявлен в числе участников, но не прибыл к началу соревнований \| \| О \| Соревнования отменены \| \| \| Не участвовал \| \| Поул-позиция \| \| \| Быстрый круг \| \| |                                                                    |
| Пример | Описание                                                           |
| 1 | Победитель                                                         |
| 2 | Второе место                                                       |
| 3 | Третье место                                                       |
| 5 | Финишировал, заработав очки                                        |
| Сход | Не финишировал, но при этом заработал очки                         |
| 12 | Финишировал, не получив очков                                      |
| НКЛ | Финишировал, но не попал в финальную классификацию                 |
| 15 | Участвовал вне зачёта, либо по отдельной классификации             |
| 18 | Не финишировал, но попал в финальную классификацию                 |
| Сход | Не финишировал                                                     |
| НКВ | Не прошёл квалификацию                                             |
| НПКВ | Не прошёл предквалификацию                                         |
| ДСК | Дисквалифицирован                                                  |
| ИСК | Исключён из протокола соревнований                                 |
| ТТ | Заявлен для участия только в тренировках                           |
| НС | Участвовал в квалификации, но не стартовал в гонке                 |
| Т | Травмирован или болен                                              |
| ОТК | Отказ от участия                                                   |
| НТР | Прибыл на соревнования, но на трассу не выезжал                    |
| НПР | Был заявлен в числе участников, но не прибыл к началу соревнований |
| О | Соревнования отменены                                              |
| | Не участвовал                                                      |
| Поул-позиция |                                                                    |
| Быстрый круг |                                                                    |

| Сезон | Команда                       | Шасси               | Двигатель     | Ш | 1        | 2       | 3     | 4        | 5        | 6        | 7     | 8        | 9      | Место | Очки |
| ----- | ----------------------------- | ------------------- | ------------- | - | -------- | ------- | ----- | -------- | -------- | -------- | ----- | -------- | ------ | ----- | ---- |
| 1950  | Automobiles Talbot-Darracq SA | Talbot-Lago T26C-DA | Talbot 4,5 L6 | D | ВЕЛ 4    | МОН НПР | 500   | ШВА Сход | БЕЛ Сход | ФРА 8    | ИТА   |          |        | 14    | 3    |
| 1951  | Частная заявка                | Talbot-Lago T26C    | Talbot 4,5 L6 | D | ШВА Сход | 500     | БЕЛ 5 | ФРА 7    | ВЕЛ      | ГЕР Сход | ИТА 8 | ИСП Сход |        | 17    | 2    |
| 1952  | HW Motors Ltd                 | HWM (52)            | Alta 2,0 L4   | D | ШВА      | 500     | БЕЛ   | ФРА 10   | ВЕЛ      | ГЕР      | НИД   | ИТА      |        | —     | 0    |
| 1953  | HW Motors Ltd                 | HWM (53)            | Alta 2,0 L4   | D | АРГ      | 500     | НИД   | БЕЛ      | ФРА 14   | ВЕЛ      | ГЕР   | ШВА      | ИТА 15 | —     | 0    |